# Il cavaliere azzurro della città dell'oro
Il cavaliere azzurro della città dell'oro (The Lone Ranger and the Lost City of Gold) è un film del 1958 diretto da Lesley Selander.
È un western statunitense con Clayton Moore e Jay Silverheels. È ispirato la serie televisiva western Il cavaliere solitario.

## Produzione
Il film, diretto da Lesley Selander su una sceneggiatura di Eric Freiwald e Robert Schaefer, fu prodotto da Sherman A. Harris per la Wrather Productions e girato a Tucson, Arizona, da inizio novembre a fine novembre 1957. Il titolo di lavorazione fu Lake of Fire.

## Distribuzione
Il film fu distribuito con il titolo The Lone Ranger and the Lost City of Gold negli Stati Uniti nel giugno 1958 al cinema dalla United Artists.
Altre distribuzioni:
- in Messico il 20 novembre 1958 (El Llanero Solitario y la ciudad perdida de oro)
- in Svezia il 15 dicembre 1958 (Ensamma vargen)
- in Finlandia il 22 maggio 1959 (Yksinäinen Ratsastaja ja kadonnut kultakaupunki)
- in Francia il 13 luglio 1960 (Le justicier masqué)
- in Danimarca il 29 agosto 1960 (Sorte Maske og Tonto)
- in Brasile (Zorro É a Cidade de Ouro Perdida)
- in Grecia (O Lone Ranger sti hameni poli tou hrysou)
- in Grecia (O gyrismos tou ekdikiti me ti maska)
- in Italia (Il cavaliere azzurro della città dell'oro)
- in Germania Ovest (Der Held mit der Maske)

## Promozione
Le tagline sono:
- Unmasking the West's most Fabulous Treasure!
- All New! All-Out Adventure!
- The Lone Ranger uncovers a city of gold and plunges into his newest, most exciting adventure!